# Премия Шиллера
Премия Шиллера — одна из наиболее престижных литературных наград, которыми награждаются литераторы Швейцарии. Основана в 1905 году для продвижения швейцарской литературы Фондом Шиллера.
Премия присуждалась ежегодно с 1920 до 2012 года в жанрах поэзии, прозы, театра и литературных эссе. Вначале размер её составлял 10 000 швейцарских франков. С 1988 года размер премии — 30 000 швейцарских франков. Премия вручалась за жизненные литературные достижения, при этом произведения могли быть написаны одним из четырёх государственных языков. В 2012 году премия Шиллера была заменена на Швейцарскую литературную премию.

## Неполный список лауреатов

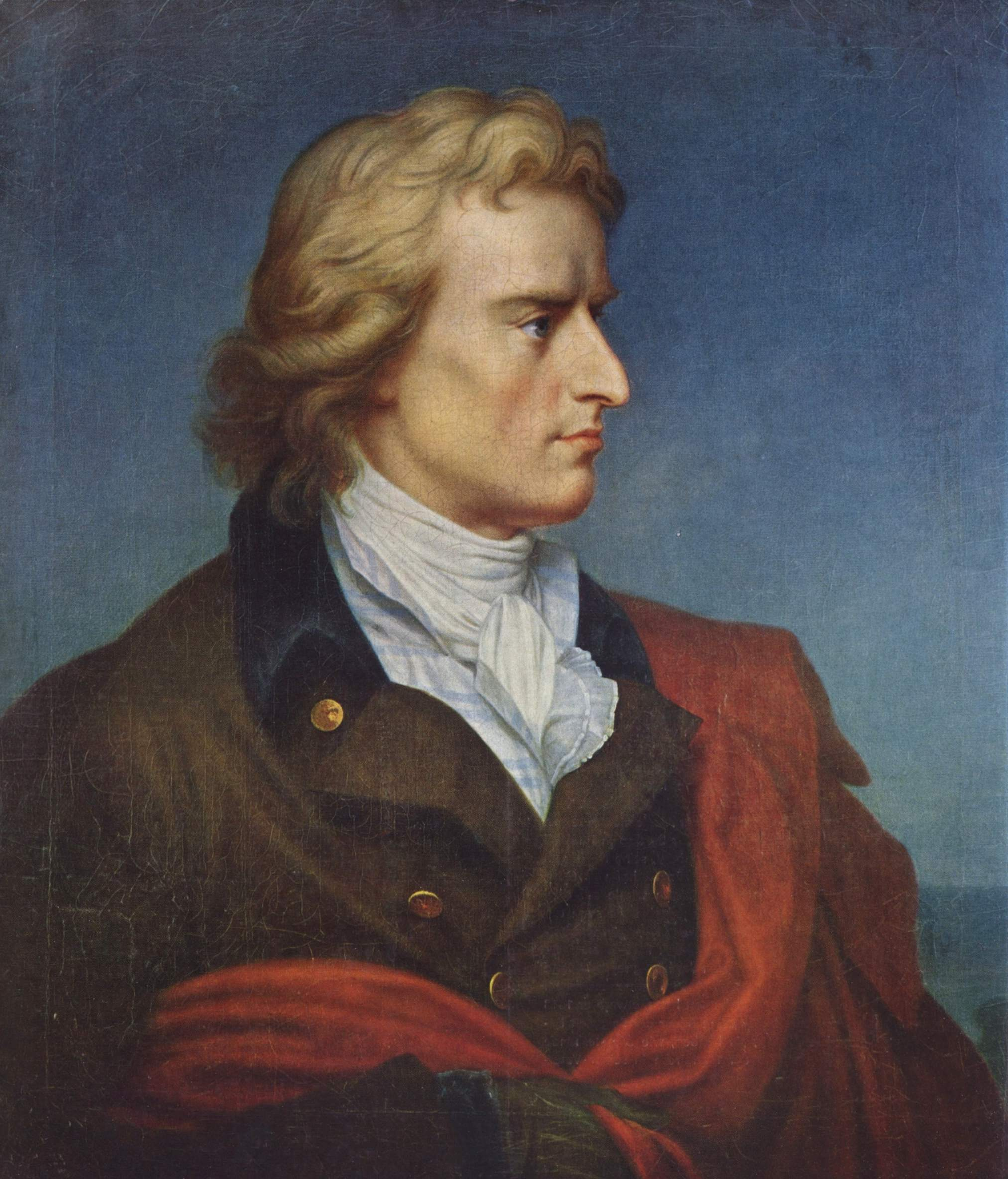
Фридрих Шиллер

- 2012 — Петер Биксель и Джованни Орелли
- 2010 — Филипп Жакоте
- 2009 — Паскаль Крамер
- 2007 — Жозе-Флор Таппи
- 2005 — Эрика Буркарт и Агота Кристоф
- 2000 — Грицко Машони
- 1997 — Морис Шаппаз
- 1992 — Гуго Летшер
- 1988 — Джорджио Орелли
- 1987 — Петер Биксель
- 1982 — Дени де Ружмон
- 1974 — Корина Бий
- 1973 — Макс Фриш
- 1969 — Алиса Ривас
- 1963 — Жак Шессе
- 1961 — Жан Старобинский
- 1960 — Фридрих Дюрренматт
- 1955 — Гонзаге де Рейнольд
- 1948 — Майнрад Инглин
- 1943 — Пейдер Лансель
- 1942 — Алиса Ривас
- 1936 — Шарль Фердинанд Рамю
- 1930 — Якоб Шаффнер
- 1928 — Франческо Кьеза
- 1923 — Филипп Годе
- 1922 — Якоб Боссгарт
- 1920 — Карл Шпиттелер